# Barrosas
Barrosas é uma vila inserida na freguesia de Idães, do Município de Felgueiras. A povoação de Barrosas foi elevada à categoria de vila em 1990.
Barrosas é rica em indústrias de calçado, sendo por isso uma das capitais mundiais da produção de diversos tipos de calçado.
Barrosas foi elevada a sede de concelho em 1836, o qual foi extinto em 1852; restaurado pouco depois, foi definitivamente extinto em 31 de Dezembro de 1855 e integrado no de Felgueiras. Na altura de sua extinção, o concelho de Barrosas era constituído pelas freguesias de Idães, Lordelo, Rande, Regilde, Vizela (São Jorge), Sernande, Unhão, Lustosa, Barrosas (Santo Estêvão), Barrosas (Santa Eulália) e Vizela (Santo Adrião). O município tinha, em 1801, 6 272 habitantes.

## Património
- Mosteiro do Bom Jesus de Barrosas
- Capela do Senhor da Saúde
- Cruzeiro de Barrosas
- Casa da Cultura de Barrosas

## Desporto
No que toca a desporto a vila de Barrosas é representada por vários clubes em vários desportos sendo o mais representativo o C.R.P. Barrosas clube de futebol que milita na Divisão de Elite Pró Nacional da A.F.Porto, este clube já venceu a Taça Brali (atual Taça A.F.Porto) no ano de 2015/16 e também já foi campeão da 2ª Divisão de Juniores sub-19 da A.F. Porto no ano de 2016/17.
Barrosas também é fortemente representado no andebol pelo C.A.B. (Clube Andebol de Barrosas).
A vila de Barrosas ainda tem representação no atletismo com o N.B.A. (Núcleo de Barrosas Amador) vencedor já de várias medalhas e títulos a nível regional e nacional.
Estes clubes usam as infraestruturas disponíveis na vila de Barrosas, sendo essas estruturas o Complexo do C.R.P. Barrosas e o Pavilhão Gimnodesportivo de Idães.